# Lost in a dream
Lost in a dream is een livealbum van het combo rondom de Amerikaanse drummer Paul Motian. Het album is opgenomen in een triosamenstelling met Chris Potter, met wie hij eerder samenwerkte en Jason Moran, met wie hij hier voor het eerst werkte. Het album is opgenomen op 15 februari 2009 in de Village Vanguard te New York, een zaal waar hij vaker optrad, gezien zijn albumserie Live at the Village Vanguard.

## Musici
- Chris Potter – tenorsaxofoon
- Jason Moran – contrabas
- Paul Motian – slagwerk

## Muziek
Alle van Motian, behalve waar aangegeven

| Nr. | Titel                                    | Duur |
| --- | ---------------------------------------- | ---- |
| 1.  | Mode VI                                  | 5:09 |
| 2.  | Casino                                   | 8:05 |
| 3.  | Lost in a dream                          | 6:38 |
| 4.  | Blue midnight                            | 6:09 |
| 5.  | Be careful it’s my heart (Irving Berlin) | 2:58 |
| 6.  | Birdsong                                 | 6:52 |
| 7.  | Ten                                      | 4:29 |
| 8.  | Drum music (drumsolo)                    | 6:07 |
| 9.  | Abacus                                   | 4:25 |
| 10. | Cathedral song                           | 6:29 |